# Univision
Az Univision (kiejtése: Univiszjón) spanyol nyelvű amerikai televíziós hálózat. Tulajdonosa az Univision Communications és a Gropu Televisa. Igazgatója Cesar Conde. Az Univision műsorai közt megtalálhatók különféle valóságshow-k (talk show, reality show, hírműsorok, sportműsorok, díjátadók és gyermekprogramok), de a legfontosabbak a telenovellák. A Venevision nevű venezuelai televízió adóval kötött szerződésük értelmében, az Univision csatornáé a jog a telenovelláik sugárzására az USA-ban. Azonban saját gyártású sorozataik is vannak. A fő oka az, hogy a Televisa nevű mexikói társasággal hamarosan megszűnik szerződésük, és ezért a csatornán felszabadult műsoridőt ki kell tölteni valamilyen módon. Az Univision a legnépszerűbb spanyol nyelvű adó az Amerikai Egyesült Államokban.
Habár a csatorna székhelye New Yorkban, Manhattanben van, de az Univision nagy stúdiói, gyártóbázisa a floridai Doralban található, ami Miami mellett helyezkedik el. Emellett az Univision szinten minden amerikai nagyvárosban üzemeltet stúdiót, ahol helyi híreket készítenek az adott város spanyol ajkú közösségének.   A csatorna megtalálható az USA tv adó TOP 5 listáján.

## Története

### A kezdetek: Spanish International Network
Az Univision gyökerei egészen 1955-ig nyúlnak vissza, amikor San Antonioban Raul Cortez a KCOR-TV néven elindította az első független, spanyol nyelvű televízió műsort az Egyesült Államokban. A kezdetekben nem működött nyereségesen a csatorna, így Cortez az addigra KUAL-TV-re átnevezett csatornát eladta Emilio Nicolasnak, aki a mexikói médiamogulnak, a Televisa alapítójának Emilio Azcárraga Vidaurretának volt a sógora.
1962-ben KMEX-TV néven Los Angelesben alapítottak csatornát Nicolas és Azcárraga, majd WXTV néven Patersonban  alapítottak televíziót. Ezt a három csatornát közös hálózatba szervezve hozták létre Spanish International Network társaságot, amely az USA első olyan műsorszórója volt, amely nem volt angol nyelvű.
A következő években a társaság ismét terjeszkedett: Miamiban (WLTV), Phoenixben (KTVW) és Chicagoban (WCIU-TV) alapítottak csatornát. 1972-ben A SIN-ben a Televisa tulajdoni részarányát az alapító Azcárraga halála után, a fia Emilio Azcárraga Milmo részére ruházták át. 1976-ban elindították a műholdas sugárzást. Az 1970-es évek végén Dallasban, Houstonban és San Franciscoban önállóan alakuló spanyol nyelvű csatornákkal kötöttek együttműködést.
1985-ben Chicagoban a WCIU-TV eladásával a SIN átment a WSNS-TV-re, ám azt a Telemundo 1988-ban megvásárolta, így a SIN visszatért az eredeti hálózatra.

### Univision
1987-ben Emilio Nicolas eladta részesedését a Hallmarknak és a Televisanak, amelyből megalakult az Univision Holdings Inc. A holding feladata a különböző hálózatok üzemeltetése lett. Az Amerikai Távközlési Bizottság (FCC) és a SIN versenytársai kifogásolták amiért a SIN és az Azcárraga család közt szoros kapcsolat volt.

## Műsorkínálat
Az Univisión 24 órás műsorral rendelkezik. Telenovellákat közvetít, közéleti műsorok illetve infotainment műsorokat készít. A társaság nagyrészt a mexikói Televisa telenovelláit és sorozatait közvetíti, 2009-ig a venezuelai Venevision telenovellái is részei voltak a műsorkínálatnak.
Az Univisión legismertebb saját gyártásű műsorai a Nuestra Belleza Latina (Mi latin szépségünk), La Banda (A banda) , Mi pongo mi pie (Talpra állok) valósásgshowk. A Noticiero a társaság hírműsora, a reggeli műsorfolyamuk a ¡Despierta América! (Ébredj Amerika!).

## Megállapodás más televíziókkal

### Televisa
A Televisa jelenleg az Univisión műsor-kínálatának legfőbb beszállítója. 2006-ban mikor az Univisión Communications Inc. eladásra került, akkor a Televisa az USA-ban a külföldi befektetőknek legnagyobb törvényileg megengedett 25%-os tulajdon részt akart vásárolni a társaságban.
2010-ben a Televisaval egy újabb hosszabb idejű megállapodást kötött 2020-ig, amivel az Univisión a mexikói labdarúgó mérkőzések közvetítései jogait tudhatja magáénak.

Az Univision korábbi logója

A Galavisión logója

## Univision telenovellái 2005-től
| Gyártó     | Cím                                                                       |
| ---------- | ------------------------------------------------------------------------- |
| Univision  | Amas de Casa Desesperadas                                                 |
| Univision  | Talizmán                                                                  |
| Univision  | Eva Luna                                                                  |
| Televisa   | Bűnös vágyak                                                              |
| Venevision | Sarokba szorítva                                                          |
| Televisa   | Alborada                                                                  |
| Televisa   | Pokolba a szépfiúkkal!                                                    |
| Televisa   | Alegrijes y Rebujos                                                       |
| Televisa   | Amar sin límites                                                          |
| Televisa   | A szív parancsa                                                           |
| Televisa   | Amores verdaderos                                                         |
| Televisa   | Amorcito Corazón                                                          |
| Televisa   | Amy, la niña de la mochila azul                                           |
| Televisa   | Atrévete a soñar                                                          |
| Televisa   | Barrera de Amor                                                           |
| Televisa   | Camaleones                                                                |
| Venevision | Csók és csata                                                             |
| Televisa   | Vad szív                                                                  |
| Televisa   | Código Postal                                                             |
| Televisa   | Könnyek királynője                                                        |
| Televisa   | Időtlen szerelem                                                          |
| Televisa   | Árva angyal                                                               |
| Televisa   | Destilando Amor                                                           |
| Televisa   | Kettős élet                                                               |
| Televisa   | Duelo de Pasiones                                                         |
| Televisa   | El Amor no Tiene Precio                                                   |
| Televisa   | A szerelem nevében                                                        |
| Televisa   | Esperanza del Corazón                                                     |
| Televisa   | Heridas de Amor                                                           |
| Televisa   | Juro Que Te Amo                                                           |
| Televisa   | La Fuerza del Destino                                                     |
| Televisa   | Megkövült szívek                                                          |
| Televisa   | La Verdad Oculta                                                          |
| Televisa   | Llena de Amor                                                             |
| Televisa   | Lola...Érase una vez                                                      |
| Televisa   | Mindörökké szerelem                                                       |
| Televisa   | Mar de amor                                                               |
| Televisa   | Mi pecado                                                                 |
| Televisa   | Miss XV                                                                   |
| Televisa   | Muchachitas como tú                                                       |
| Venevision | Mundo de Fieras                                                           |
| Televisa   | Niña de mi Corazón                                                        |
| Televisa   | Ni contigo ni sin ti                                                      |
| Venevision | Sosem feledlek                                                            |
| Televisa   | Para Volver a Amar                                                        |
| Venevision | Pecadora                                                                  |
| Televisa   | Peregrina                                                                 |
| Televisa   | Piel de otoño                                                             |
| Televisa   | Por Ella Soy Eva                                                          |
| Televisa   | Kedves ellenség                                                           |
| Televisa   | Rafaela doktornő                                                          |
| Televisa   | Rebelde                                                                   |
| Venevision | Sacrificio de Mujer                                                       |
| Venevision | Somos tú y yo                                                             |
| Venevision | Hazugságok hálójában                                                      |
| Televisa   | Kettős játszma                                                            |
| Televisa   | Teresa                                                                    |
| Televisa   | Marichuy – A szerelem diadala                                             |
| Televisa   | Menekülés a szerelembe                                                    |
| Venevision | Valeria                                                                   |
| Televisa   | Yo amo a Juan Querendón                                                   |
| Televisa   | A csábítás földjén (Film Café - volt Zone Romantica) Riválisok (RTL Klub) |